# Callum Lang
Callum Joseph Lang (* 8. September 1998 in Liverpool) ist ein englischer Fußballspieler.

## Karriere
Callum Lang begann seine Karriere in der Jugend von Wigan Athletic. Am 8. August 2017 wurde Lang erstmals in der ersten Mannschaft eingesetzt, als er in der 1. Runde des EFL Cup gegen den FC Blackpool für Christopher Merrie eingewechselt wurde. Nach einem weiteren Spiel in diesem Wettbewerb gegen Aston Villa am 22. August wurde der 18-jährige Lang an den englischen Viertligisten FC Morecambe verliehen. Für den Verein kam er in der Saison 2017/18 auf 30 Spiele und erzielte in diesen zehn Tore. Morecambe entging nur durch eine bessere Tordifferenz gegenüber dem FC Barnet dem Abstieg in die National League.
Ab August 2018 folgte direkt im Anschluss eine weitere Leihstation mit dem Viertligisten Oldham Athletic. Für Oldham traf Lang in der Spielzeit 2018/19 als Stammspieler in 42 Partien dreizehnmal in das gegnerische Tor. 
Nachdem Lang wieder nach Wigan zurückgekehrt war, kam er zum ersten Mal für den Verein in einem Ligaspiel zum Einsatz, als er in der zweiten Liga gegen die Queens Park Rangers eingewechselt wurde. Danach wurde er im September 2019 an den Drittligisten Shrewsbury Town als Leihspieler abgegeben. Einen Monat später musste sich Lang einer Fußoperation unterziehen und fiel bis zum Jahresende aus. Verletzungsbedingt kam er in der Saison 2019/20 auf 16 Ligaspiele und drei Tore.
Im Juli 2020 wurde Lang an den FC Motherwell in die Scottish Premiership verliehen. Im Januar 2021 kehrte er vorzeitig zurück nach Wigan. Im Januar 2024 wechselte er zum FC Portsmouth, mit dem er am Saisonende als Ligameister in die EFL Championship aufstieg.